# 弟野王
弟野王（おとのおう、宝亀3年（772年） - 天長10年2月18日（833年3月12日））は、平安時代初期の皇族。名は乙野王とも記される。官位は従四位下・散位頭、贈従二位。

## 経歴
従五位下に叙爵後、桓武朝末の延暦25年（806年）諸陵頭に任ぜられる。弘仁元年（810年）嵯峨天皇の大嘗祭に伴う叙位にて従五位上となる。嵯峨朝末の弘仁13年（822年）正五位下に叙せられ、淳和朝にて天長4年（827年）正五位上、天長5年（828年）従四位下と昇進している。
天長10年（833年）2月18日卒去。享年62。最終官位は散位頭従四位下。即日従二位への贈位が行われた。

## 官歴
『日本後紀』による。
- 時期不詳：従五位下
- 延暦25年（806年） 2月16日：諸陵頭
- 弘仁元年（810年） 11月22日：従五位上
- 弘仁13年（822年） 10月1日：正五位下
- 天長4年（827年） 正月21日：正五位上
- 天長5年（828年） 正月7日：従四位下
- 時期不詳：散位頭
- 天長10年（833年） 2月18日：卒去（散位頭従四位下）、贈従二位